# Aloe vanrooyenii
Aloe vanrooyenii é uma espécie de liliopsida do gênero Aloe, pertencente à família Asphodelaceae.